# Michio Peter Hagiwara
Michio Peter Hagiwara (* 23. November 1932 in der Präfektur Tokio; † 24. November 2009 in Uwajima) war ein US-amerikanischer Romanist und Fremdsprachendidaktiker japanischer  Herkunft.

## Leben und Werk
Hagiwara kam 1952 in die Vereinigten Staaten und studierte Französisch an der University of Missouri–Kansas City (Bachelor 1956). 1958 erwarb er den Mastergrad an der Washington University in St. Louis. 1966 promovierte er an der University of Michigan in Ann Arbor mit der Arbeit French epic poetry in the sixteenth century. Theory and practice (Den Haag/Paris 1972). In Ann Arbor lehrte er bis 1995, ab 1961 als Lecturer, ab 1962 als Instructor, ab 1966 als Assistant Professor, zuletzt ab 1972 als Associate Professor. 1973 erlangte er die US-amerikanische Staatsbürgerschaft. 1967 heiratete er Anne Shlionski. Ihr einziges Kind, eine Tochter namens Jenny, wurde 1969 geboren.

## Weitere Werke
- (mit Robert Louis Politzer und Jean Carduner) L’échelle. Structures essentielles du français,  Waltham, Mass. 1966
- (mit Françoise de Rocher) Thème et variations. A practical introduction to French, New York 1977; mit neuem Untertitel: An introduction to French language and culture, New York 1981, 1985, 1989
- (mit Jacqueline Morton)  Mosaïque. Lectures pour débutants, New York 1977
- (Hrsg.) Studies in romance linguistics. Proceedings of the Fifth Linguistic Symposium on Romance Languages, Rowley, Mass. 1977
- (mit Anne Lindell) Intensive English for communication, 2 Bde., Ann Arbor 1979-1980
- (mit Sylvie Carduner) D’accord. La prononciation du français international. Acquisition et perfectionnement, New York 1982
- (mit Françoise de Rocher) Entre nous. A communicative approach to beginning French,  New York 1994